# Regifting
Regifting – przekazanie otrzymanego prezentu innej osobie, często w roli kolejnego prezentu. Jest to coraz częściej stosowana metoda pozbywania się niechcianych podarunków. W 2005 roku prezenty poddane regiftingowi mogły stanowić nawet jedną piątą wszystkich otrzymanych prezentów, podczas gdy w roku 2004 dotyczyło to tylko co dziesiątego prezentu.
Termin regifting został zapożyczony z kultury amerykańskiej, po raz pierwszy wystąpił w sitcomie Seinfeld telewizji NBC.